# خرنوویتسه
خرنوویتسه (به چکی: Chřenovice) یک منطقهٔ مسکونی در جمهوری چک است که در ناحیه هاولیتشکوف برود واقع شده‌است. خرنوویتسه ۶٫۹۷ کیلومتر مربع مساحت و ۱۶۵ نفر جمعیت دارد و ۴۵۷ متر بالاتر از سطح دریا واقع شده‌است.